# Nannocharax rubrolabiatus
Nannocharax rubrolabiatus är en fiskart som beskrevs av Van den Bergh, Teugels, Coenen och Ollevier, 1995. Nannocharax rubrolabiatus ingår i släktet Nannocharax och familjen Distichodontidae. IUCN kategoriserar arten globalt som sårbar. Inga underarter finns listade i Catalogue of Life.